# ボスニア・ヘルツェゴビナ人の一覧
ボスニア・ヘルツェゴビナ人の一覧（ボスニア・ヘルツェゴビナきょうわこくじんのいちらん）は、著名なボスニア・ヘルツェゴビナ人を一覧化したものである。

## あ行
- ムラデン・イヴァニッチ - 政治家。
- アリヤ・イゼトベゴヴィッチ - 政治家。
- バキル・イゼトベゴヴィッチ - 政治家。
- ヴェダド・イビシェヴィッチ - サッカー選手。
- イビチャ・オシム - サッカー選手、サッカー指導者。
- ナセル・オリッチ - 軍人。

## か行
- エミール・クストリッツァ - 映画監督、音楽家、俳優。
- ボヤン・クライツァ - チェス選手。
- メホ・コドロ - サッカー選手、サッカー指導者。
- ラドミール・コバセビッチ - 柔道家。
- ジェリコ・コムシッチ - 政治家。

## さ行
- ハサン・サリハミジッチ - サッカー選手。
- ヤスミラ・ジュバニッチ - 映画監督、脚本家。
- ブランコ・ジュリッチ - 俳優。
- エディン・ジェコ - サッカー選手。
- ダミル・ジュムール - テニス選手。
- デニス・ズヴィズディッチ - 政治家。
- エミル・スパヒッチ - サッカー選手。

## た行
- ダニス・タノヴィッチ - 映画監督、脚本家。
- ラリサ・ツェリッチ - 柔道家。
- スレイマン・ティヒッチ - 政治家。
- ミーザ・テレトヴィッチ - バスケットボール選手。
- アメル・トゥカ - 陸上競技選手。
- ヴェリボール・トピッチ - 俳優。

## な行
- ナタシャ・ニンコヴィッチ - 女優。
- ユスフ・ヌルキッチ - バスケットボール選手。

## は行
- ヴァイッド・ハリルホジッチ - サッカー選手、サッカー指導者。
- ミラレム・ピャニッチ - サッカー選手。
- ヴカシン・ブライッチ - 歌手。
- アスミル・ベゴヴィッチ - サッカー選手。
- ヴィエコスラヴ・ベヴァンダ - 政治家。

## ま行
- ズヴェズダン・ミシモヴィッチ - サッカー選手。
- アメル・メキッチ - 柔道選手。
- ディノ・メルリン - ミュージシャン。

## ら行
- ネボイシャ・ラドマノヴィッチ - 政治家。
- セナド・ルリッチ - サッカー選手。